# 병영 남씨
병영 남씨(兵營 南氏)는 한국의 성씨이다. 2015년 기준 인구는 5명 미만이다. 조선에 헨드릭 하멜 일행의 배가 사고를 당해 전라도 에서 표류하는 일이 있었다. 이후 일행 중 한 사람이 한국 여성과 결혼하였고, 그의 후손으로부터 현재의 병영 남씨가 만들어졌다.
전라남도 강진군 병영면이 본관지이며, 강진, 광주광역시, 나주, 영암 등지에 산거하며, 강진군과 주변 지역 거주자 외에 정확한 인원 수는 파악되지 않고 있다. 